# 眞下幸人
眞下 幸人（ましも ゆきひと、1962年2月1日 - ）は、日本の実業家。新京成電鉄第10代代表取締役社長。

## 来歴・人物
東京都出身。東京都在住。1984年慶應義塾大学法学部卒業後、京成電鉄入社。経理部長を経て、2011年取締役、2013年常務。2015年新京成電鉄副社長。2016年、笠井孝悦の後を受け同社長に就任。